# Râul Belia
Râul Belia este un curs de apă, afluent al râului Talea. 